# كيمورا ساأوري
كيمورا ساأوري (木村沙織) (مواليد 19 أغسطس 1986) لاعبة كرة طائرة يابانية تلعب لصالح فريق توراي أروز.

## وصلات خارجية
- كيمورا ساأوري على موقع الاتحاد الدولي beach volleyball database (الإنجليزية)
- كيمورا ساأوري على موقع الاتحاد الأوروبي (الإنجليزية)
- كيمورا ساأوري على موقع عالم الكرة الطائرة (الإنجليزية)
- كيمورا ساأوري على موقع الدوري الياباني (مؤرشف) (اليابانية)
- كيمورا ساأوري على موقع اللجنة الأولمبية الدولية (الإنجليزية)
- كيمورا ساأوري على موقع أوليمبيديا (الإنجليزية)

- Toray Arrows Women's Volleyvall Team
- FIVB VOLLEYBALL World Cup 2007
- beijing2008 BIO